# جنگ کارتون (بازی)
جنگ کارتون (انگلیسی: Cartoon Wars) یک بازی ویدئویی تک‌نفره برای سکو‌های آی‌اواس می‌باشد که توسط بلو جی‌اندسی توسعه و ایمانجی استودیوز و گیم‌ویل نشر پیدا کرده است.